# Poissonnière (stanice metra v Paříži)
Poissonnière je nepřestupní stanice pařížského metra na lince 7 na hranicích 9. a 10. obvodu v Paříži. Nachází se na křižovatce ulic Rue La Fayette, Rue du Faubourg Poissonnière a Rue de Bellefond.

## Historie
Stanice byla otevřena 5. listopadu 1910 v rámci prvního úseku linky 7 mezi stanicemi Opéra a Porte de la Villette.

## Název
Jméno stanice je odvozeno od názvu ulice Rue du Faubourg Poissonnière. Poissonnière znamená česky „prodavačka ryb“. V této čtvrti se kdysi prodávaly ryby ulovené v přístavu Boulogne-sur-Mer.